# J. Frank Dobie
James Frank Dobie (26 septembre 1888–18 septembre 1964) est un folkloriste, écrivain et journaliste américain, célèbre pour ses descriptions de la ville rurale au Texas.

## Biographie
Aîné d'une famille de six enfants, il est né dans un ranch du comté de Live Oak où son père lui lit la Bible et sa mère des romans d'aventures et des récits d'édification. En 1906, il entreprend des études supérieures à l'Université Southwestern et obtient son diplôme en 1910. Il enseigne dès l'année suivante, mais en 1913, il décide de poursuivre ses études à l'Université Columbia. Après l'obtention de sa maîtrise, il enseigne à partir de 1914 à l'Université du Texas à Austin.
Il amorce sa carrière littéraire en 1919 par la publication d'un premier article dans la presse sur le folklore et la vie rurale du Texas qui sera suivi de nombreux autres, puis d'ouvrages les approfondissant. 
Pendant la Seconde Guerre mondiale, il enseigne à l'Université de Cambridge, expérience qu'il relate dans A Texan in England (1945).
En 1964, il reçoit la médaille présidentielle de la Liberté.

## Œuvre
- A Vaquero of the Brush Country. Dallas: The Southwest Press. 1929.
- Coronado's Children. Dallas: The Southwest Press. 1930.
- On the Open Range. Dallas: The Southwest Press. 1931.
- Tongues of the Monte. Garden City, N.Y.: Doubleday. 1935.
- The Flavor of Texas. Dallas: Dealey and Lowe. 1936.
- Tales of the Mustang. Dallas: Rein Co. for The Book Club of Texas. 1936.
- Apache Gold & Yaqui Silver. Boston: Little, Brown. 1939.
- John C. Duval. First Texas Man of Letters. Dallas: Southwest Review. 1939.
- The Longhorns. Boston: Little, Brown and Co. 1941.
- Guide to Life and Literature of the Southwest. Austin: U.T. Press. 1943.
- A Texan in England. Boston: Little, Brown. 1945.
- The Voice of the Coyote. Boston: Little, Brown. 1949.
- The Ben Lilly Legend. Boston: Little, Brown. 1950.
- The Mustangs. Boston: Little, Brown. 1952.
- Tales of Old Time Texas. Boston: Little, Brown & Co. 1955.
- Up the Trail From Texas. N.Y.: Random House. 1955.
- I'll Tell You a Tale. Boston: Little, Brown & Co. 1960.
- Cow People. Boston: Little, Brown. 1964.
- Some Part of Myself. Boston: Little, Brown. 1967.
- Rattlesnakes. Boston: Little, Brown & Co. 1965.
- Out of the Old Rock. Boston: Little, Brown & Co. 1972.
- Prefaces. Boston: Little, Brown. 1975.
- Wild and Wily Range Animals. Flagstaff: Northland Press. 1980.